# Suesan McDonald
Suesan McDonald – australijska judoczka.
Uczestniczka mistrzostw świata w 1980. Brązowa medalistka mistrzostw Oceanii w 1983. Mistrzyni Australii w 1980 i 1981 roku.